# Collegio uninominale Veneto 1 - 04 (2017)
Il collegio elettorale uninominale Veneto 1 - 04 è stato un collegio elettorale uninominale della Repubblica Italiana per l'elezione della Camera dei deputati tra il 2017 ed il 2022.

## Territorio
Come previsto dalla legge elettorale italiana del 2017, il collegio era stato definito tramite decreto legislativo all'interno della circoscrizione Veneto 1.
Era formato dal territorio di 14 comuni: Castelfranco Veneto, Castello di Godego, Istrana, Loria, Martellago, Morgano, Noale, Paese, Quinto di Treviso, Resana, Riese Pio X, Scorzè, Vedelago e Zero Branco.
Il collegio era quindi compreso tra la città metropolitana di Venezia e la provincia di Treviso.
Il collegio era parte del collegio plurinominale Veneto 1 - 01.

## Eletti
| Elezione | Elezione | Deputato     | Partito |
| -------- | -------- | ------------ | ------- |
|          | 2018     | Dimitri Coin | Lega    |

## Dati elettorali

### XVIII legislatura
Come previsto dalla legge elettorale, 232 deputati erano eletti con sistema a maggioranza relativa in altrettanti collegi uninominali a turno unico.
| Candidati              | Candidati              | Voti    | %     | Liste                    | Voti    | %     |
| ---------------------- | ---------------------- | ------- | ----- | ------------------------ | ------- | ----- |
|                        | Dimitri Coin ✔️ Eletto | 59 520  | 49,53 | Lega                     | 42 923  | 35,72 |
| Forza Italia           | Dimitri Coin ✔️ Eletto | 59 520  | 49,53 | 11 884                   | 9,89    |       |
| Fratelli d'Italia      | Dimitri Coin ✔️ Eletto | 59 520  | 49,53 | 3 753                    | 3,12    |       |
| Noi con l'Italia - UDC | Dimitri Coin ✔️ Eletto | 59 520  | 49,53 | 960                      | 0,80    |       |
|                        | Eva Liberalato         | 31 364  | 26,10 | Movimento 5 Stelle       | 31 364  | 26,10 |
|                        | Matteo Favero          | 21 980  | 18,29 | Partito Democratico      | 18 478  | 15,38 |
| +Europa                | Matteo Favero          | 21 980  | 18,29 | 2 743                    | 2,28    |       |
| Italia Europa Insieme  | Matteo Favero          | 21 980  | 18,29 | 455                      | 0,38    |       |
| Civica Popolare        | Matteo Favero          | 21 980  | 18,29 | 304                      | 0,25    |       |
|                        | Mario Bertolo          | 2 738   | 2,28  | Liberi e Uguali          | 2 738   | 2,28  |
|                        | Nicoletta Mantovanelli | 1 246   | 1,04  | Il Popolo della Famiglia | 1 246   | 1,04  |
|                        | Susanna Pettenuzzo     | 635     | 0,53  | CasaPound                | 635     | 0,53  |
|                        | Virginio Castellaro    | 563     | 0,47  | Potere al Popolo!        | 563     | 0,47  |
|                        | Gianna Di Blasio       | 549     | 0,46  | Italia agli Italiani     | 549     | 0,46  |
|                        | Anna Zonta             | 531     | 0,44  | Partito Valore Umano     | 531     | 0,44  |
|                        | Anna Ruffato           | 504     | 0,42  | 10 Volte Meglio          | 504     | 0,42  |
|                        | Giovanni Furlanetto    | 430     | 0,36  | Grande Nord              | 430     | 0,36  |
|                        | Lucia Favaro           | 107     | 0,09  | PRI - ALA                | 107     | 0,09  |
| Totale                 | Totale                 | 120 167 | 100   |                          | 120 167 | 100   |
|                        |                        |         |       |                          |         |       |
| Voti non validi        | Voti non validi        | 3 107   | 2,52  |                          |         |       |
| Votanti                | Votanti                | 123 274 | 81,09 |                          |         |       |
| Elettori               | Elettori               | 152 014 |       |                          |         |       |